# Shawn Respert
Shawn Christopher Respert (Detroit, 6 febbraio 1972) è un ex cestista e allenatore di pallacanestro statunitense, professionista nella NBA, in Italia, Grecia e Polonia.

## Carriera

### Giocatore
Messosi in luce presso la Michigan State University, con cui segnò 25,6 punti di media nel suo ultimo anno, Respert venne selezionato con la 8ª scelta assoluta del Draft NBA 1995 dai Portland Trail Blazers, i quali lo scambiarono immediatamente ai Milwaukee Bucks in cambio di Gary Trent e una futura scelta al primo giro.
La sua carriera professionistica fu in parte condizionata da un cancro allo stomaco che Respert non rese noto fino al 2005. Sul finire della sua prima stagione in NBA, infatti, iniziò ad essere vittima di forti crampi allo stomaco che alcuni test specialistici del maggio 1996 rivelarono essere causati proprio da un cancro. Ad essere informati della malattia furono solo coach Mike Dunleavy, lo staff tecnico e lo staff medico della franchigia. Sottoposto a radioterapia ogni giorno per tre mesi consecutivi, perse nel frattempo 20 libbre, poco meno di 10 kg. Il cancro andò infine in remissione, tuttavia le sue prestazioni non convinsero il nuovo tecnico Chris Ford, sotto la cui guida Respert ottenne solo qualche sporadica presenza di pochi minuti di gioco.
Nel febbraio 1997 venne così scambiato dai Bucks ai Toronto Raptors insieme a una futura prima scelta al draft in cambio di Acie Earl. In Canada il suo utilizzo tornò a salire, raggiungendo nella restante parte di stagione i 15,3 minuti di media, con 5,6 punti a partita. Cominciò l'annata seguente sempre con i Raptors, ma nel marzo 1998 divenne free agent. Pochi giorni dopo firmò con i Dallas Mavericks, con cui disputò 10 partite. Le sue ultime apparizioni in NBA furono di fatto le 12 gare giocate tra il febbraio e il marzo 1999 con i Phoenix Suns.
Nell'estate 1999 si aggregò all'Olympiakos, senza però essere tesserato per via del mancato ottenimento del passaporto comunitario. Nell'ottobre dello stesso anno venne ingaggiato dall'Olimpia Milano in sostituzione di Lonnie Cooper. Giocò 18 partite di regular season a 18,1 punti di media e 5 partite di play-off (tra ottavi e quarti di finale) a 17,8 punti di media.
Rilasciato dai Los Angeles Lakers nell'ottobre 2000 ancor prima dell'inizio della NBA 2000-2001, Respert volò in Grecia per proseguire la stagione al Near East fino a fine febbraio, quando venne tagliato.
Nel novembre 2001 tornò in Italia per sostenere un periodo di prova con l'Andrea Costa Imola, provino che venne superato in settimana. A livello personale realizzò 10,5 punti a partita con il 40,7% da tre, mentre la formazione biancorossa si classificò ultima e retrocesse in Legadue.
Nel corso dell'annata 2002-2003 approdò in Polonia allo Spójnia, squadra con sede presso la cittadina di Stargard Szczeciński.

### Allenatore
Dopo il ritiro, rimase comunque nel mondo del basket. Nel 2004 diventò allenatore volontario presso la Prairie View A&M University, mentre nei primi mesi del 2005 comunciò un periodo (durato circa due anni e mezzo) come direttore operativo della sezione cestistica della Rice University. Trascorse poi due anni come direttore dello sviluppo dei giocatori presso la NBA Development League. Nel settembre 2008 fu assunto dagli Houston Rockets con la mansione di direttore dei cosiddetti player programs. Il 6 dicembre 2011 venne ingaggiato dai Minnesota Timberwolves come tecnico dello sviluppo dei giocatori. Nel settembre 2013 cominciò invece un incarico da assistente allenatore sulla panchina dei Memphis Grizzlies. Qualche anno più tardi tornò al ruolo di tecnico dello sviluppo dei giocatori, questa volta ai Chicago Bulls, rimanendovi fino al 2020.

## Palmarès
- NCAA AP All-America First Team (1995)